# 1682 en santé et médecine
| Années de la santé et de la médecine : 1679 - 1680 - 1681 - 1682 - 1683 - 1684 - 1685    |
| Décennies de la santé et de la médecine : 1650 - 1660 - 1670 - 1680 - 1690 - 1700 - 1710 |

Cet article présente les faits marquants de l'année 1682 en santé et médecine.

## Événements
France
- 30 août : édit contre « les devins et empoisonneurs », qui réglemente l’utilisation des médicaments[1].

## Publications
Angleterre
- Le chirurgien de la Marine James Yonge (en) publie Wounds of the Brain Proved Curable (« Plaies du cerveau qui se sont avérées guérissables »)[2].

Japon
- Études néerlandaises (Rangaku) au Japon : traduction de textes scientifiques du néerlandais en japonais, principalement pharmacologiques et médicaux, sur des rouleaux illustrés et commentés. Certains médecins tentent des dissections, d’autres réclament plus de traduction[3].

## Naissances
- 4 février : Johann Friedrich Böttger (mort en 1719), apothicaire, chimiste et alchimiste allemand[4].
- 25 février : Jean-Baptiste Morgagni (mort en 1771), médecin italien.

## Décès
- 19 octobre : Thomas Browne (né en 1605), médecin et écrivain anglican anglais.

En octobre
- Johann Joachim Becher (né en 1635), médecin et chimiste allemand.